# バタン島 (アルバイ州)
バタン島（バタンとう、英語: Batan Island）はフィリピンルソン島の南西部、ラゴノイ湾とアルバイ湾の間に浮かぶ島。東にラプラプ島があり、西にはカグラライ島が存在する。このうちラプラプ島は同じ自治体に属している。
島内の最高地点は395mのVizcaya山。植生は熱帯雨林であるが、最近の採掘活動で脅かされている。
ビコル地方アルバイ州ラプラプに属しており、島内にはBATAN,BAGAOBAWAN,MANILA,BILBAOなどの21のバランガイが存在し、2007年の時点で20,539人が居住するとされる。島民は主に漁業や農業を営んでいる。第二次世界大戦ごろから石炭炭鉱が確認されており、それらの石炭が違法に採取されているとされる。レガスピやソルソゴンから島へフェリーが出ており、おおよそ45分程度かかる。

## 註
1. ↑  Angaben des NSCB
2. ↑  “比島の地下資源と製造工業 (一～五)”. 神戸大学付属図書館 電子図書館 新聞記事文庫.   日本工業新聞 (1942年3月21日). 2014年8月6日閲覧。
3. ↑  RHAYDZ B. BARCIA,マニラ・タイムズ (2012年3月19日). “Illegal coal mining grips Albay town”.  フィリピン労働組合会議（英語版）. 2014年8月6日閲覧。